# Arthromelodes angulatus
Arthromelodes angulatus (лат.) — вид жуков-ощупников (Pselaphinae) из семейства стафилиниды. Эндемик Тибета.

## Распространение
Китай, Тибет, Тибетский автономный район, Pailong County, 30°0’34.71"N, 94°57’57.64"E, на высоте 2190 м.

## Описание
Мелкие коротконадкрылые жуки. Длина тела около 2,5 мм. Основная окраска красновато-коричневая. Основные отличия от близких видов: голова субокругленная в основании; темя с поперечной бороздкой между усиковыми бугорками и длинным медиобазальным килем, вершинные ямки крупные и асетозные; антенна длинная, антенномеры каждый удлиненный, без видоизменений. Дискальная полоса надкрылий доходит до 1/5 длины надкрылий. Передние и задние ноги простые, мезотрохантер с небольшим бугорком на вентральном крае, средние голени с маленькой вершинной шпорой. Брюшко с крупным тергитом 1 (IV), который длиннее тергитов 2—4 (V—VII) вместе взятых; тергит 1 (IV) заднелатерально расширен, область мезальнее расширения вдавлена, с поперечной центральной полостью. Эдеагус сильно асимметричен, вентральный стебелек сильно выступает апикально, вершина в дорсальном виде расширена, дорсальная доля сильно изогнута на вершине, парамеры редуцированы и образуют единую мембранозную структуру..

## Систематика и этимология
Вид был впервые описан в 2022 году китайским энтомологом Zi-Wei Yin (Shanghai Normal University, Шанхай, Китай). Таксон Arthromelodes angulatus морфологически сходен с Arthromelodes aniqiao по сходному строению брюшных модификаций самца и эдеагуса, но отличается от последнего по отчетливым боковым углам брюшка и значительно более длинной срединной доле эдеагуса. Arthromelodes lage также имеет сходное расположение брюшных модификаций, но у него отсутствуют боковые углы брюшка, передние голени расширены, а вентральная ножка эдеагуса относительно короче.
Видовое название «angulatus , — a, — um» — это латинское прилагательное, означающее «угловатый», относящееся к латерально расширенному тергиту 1 (IV) самца этого вида.